# The Enola Holmes Mysteries
The Enola Holmes Mysteries è una serie di romanzi gialli per ragazzi dell'autrice americana Nancy Springer, pubblicati tra il 2006 e il 2010 da Penguin Young Readers. I romanzi hanno come protagonista Enola Holmes, sorella quattordicenne del già famoso Sherlock Holmes, vent'anni più vecchio di lei.
Quando la loro madre continua a vivere, senza un preciso motivo i fratelli di Enola, Sherlock e Mycroft Holmes, decidono di mandarla a una scuola di perfezionamento contro la sua volontà. Invece, con l'aiuto della madre che aveva fornito fondi nascosti e un elaborato codice affinché sua figlia potesse comunicare con lei, Enola scappa a Londra dove intraprende una carriera di investigatrice privata clandestina specializzata in indagini su persone scomparse. Inoltre, Enola deve stare al passo con i suoi fratelli che sono determinati a catturarla e costringerla a conformarsi alle loro aspettative.
Questa serie pastiche prende in prestito personaggi e ambientazioni dal canone consolidato di Sherlock Holmes, ma il personaggio di Enola è una creazione di Springer ed è peculiare di questa serie. Il primo libro, Il caso del marchese scomparso, e il quinto, Il caso del messaggio perduto, sono stati candidati per gli Edgar Awards come Best Juvenile Mystery nel 2007 e nel 2010, rispettivamente.
Nel 2020, la serie letteraria è stata adattata in un film con Millie Bobby Brown nel ruolo principale e Henry Cavill che interpreta Sherlock Holmes.

## Panoramica
Al quattordicesimo compleanno di Enola, sua madre scompare e Sherlock e Mycroft, i fratelli di Enola, arrivano alla conclusione che sua madre se ne è andata di sua spontanea volontà. Enola è devastata, ma alla fine scopre elaborati codici scritti da sua madre, che la portano a concludere che è partita per vivere con il popolo rom e sfuggire ai confini della società vittoriana. Enola scopre che sua madre le ha lasciato i soldi per finanziare la sua fuga. Quando Mycroft insiste che Enola frequenti un collegio e impari a essere una vera signora, la ragazza scappa a Londra. Durante la serie, Enola risolve numerosi casi di persone scomparse, incluso un salvataggio del dottor John Watson, eludendo gli sforzi dei suoi fratelli per ricatturarla.
1. Il caso del marchese scomparso (The Case of the Missing Marquess) (2006)
2. Il caso della dama sinistra (The Case of the Left-Handed Lady) (2007)
3. Il caso del bouquet misterioso (The Case of the Bizarre Bouquets) (2008)
4. Il caso del ventaglio segreto (The Case of the Peculiar Pink Fan) (2008)
5. Il caso del messaggio perduto (The Case of the Cryptic Crinoline) (2009)
6. Il caso della lettera in codice (The Case of the Gypsy Goodbye) (2010)

### Il caso del marchese scomparso
Quando la madre di Enola scompare, Enola chiama i suoi fratelli maggiori Sherlock e Mycroft, che la considerano irrilevante. Inorridita dai piani dei suoi fratelli di mandarla in un collegio e dalla prospettiva di indossare un corsetto, fugge. Vestita da vedova, incontra l'ispettore Lestrade, che sta lavorando a un caso con Sherlock sulla scomparsa di un giovane visconte, Lord Tewksbury. Quasi facendo saltare la sua copertura, trova un nascondiglio segreto che sembra essere il nascondiglio del giovane visconte. Concludendo che è scappato, lei si mette a cercarlo. Al suo arrivo a Londra, Enola scopre che la città non è il luogo magico della sua immaginazione. Le stesse persone che hanno rapito il visconte, che non ha esperienza da strada, rapiscono Enola. Dopo essere fuggita con il visconte, corrompe una donna per comprarle dei vestiti. Nascosta in una stazione di polizia proprio sotto il naso di Sherlock, Enola fugge, lasciando solo uno schizzo del sospetto sulla panchina.
Invia un messaggio in codice tramite la rubrica personale a sua madre, la quale risponde che è andata a vivere con i rom. L'epilogo rivela che Enola ha assunto due personaggi. Per i poveri è la "Sorella" muta e per i ricchi Ivy, la segretaria di un investigatore privato.

### Il caso della dama sinistra
Enola cerca di trovare Lady Cecily Alistair, che è scomparsa dalla sua camera da letto, mentre sfugge a Sherlock Holmes e Mycroft Holmes.

### Il caso del bouquet misterioso
L'assistente di Sherlock, il dottor John Watson, è scomparso. Enola scopre un mazzo di fiori destinato a Watson. Usando il linguaggio dei fiori, rileva una minaccia e si mette in viaggio per trovare il medico scomparso e il suo rapitore. Lo trova in un manicomio. A due poliziotti era stato detto che era un pazzo e le sue affermazioni di essere Watson non facevano che esacerbare la loro convinzione.

### Il caso del ventaglio segreto
Enola aiuta una vecchia conoscenza, Lady Cecily. Ma anche se lavora per liberare la sua amica, i suoi due fratelli si avvicinano per prenderla.

### Il caso del messaggio perduto
Enola torna al suo alloggio per scoprire che qualcuno ha rapito la sua padrona di casa, la sig.ra Tupper. Dopo aver indagato sugli alloggi saccheggiati, abduce che i rapitori stavano cercando un messaggio segreto nascosto nel vecchio vestito di crinolina della signora Tupper. Enola fa risalire l'abito a Florence Nightingale, che aveva incontrato la Tupper durante la guerra di Crimea. Dopo diverse visite alla Nightingale, Enola scopre che la Nightingale ha condotto attività di spionaggio durante la guerra. Come tale, la Nightingale ha chiesto alla sig.ra Tupper di far tornare di nascosto un biglietto nella sua crinolina in Inghilterra, ma non sapeva che la vedova di guerra era sorda e non la capiva. Enola si rende anche conto che la Nightingale finge di essere invalida per evitare di partecipare alle funzioni sociali che ci si aspetta da una donna benestante. Si rende conto che le funzioni le sottrarrebbero tempo dallo scrivere petizioni per ottenere una riforma sociale per i bisognosi. Durante le sue visite alla Nightingale, Enola sospetta che qualcuno la stia seguendo. Poiché la persona potrebbe essere collegata al caso e un pericolo per la sig.ra Tupper e la sua sicurezza, si trasferisce al Professional Women's Club.
Dopo aver risolto il caso, porta la sig.ra Tupper a casa. Enola fa le valigie mentre si prepara a partire. Dopo averlo capito, la sig.ra Tupper fa lo stesso e finisce per andare con Enola. Fugge dopo aver visto Sherlock avvicinarsi. Sherlock conversa con la Nightingale e lei rivela il motivo della fuga di Enola dai suoi fratelli descrivendo gli orrori dei collegi e dei corsetti.

### Il caso della lettera in codice
Infine, nel sesto caso di Enola, Sherlock conclude che Enola è maturata rapidamente in una giovane donna capace e aiuta sua sorella non solo a trovare la sua strada, ma anche a convincere finalmente Mycroft delle sue capacità.
Alla fine, i fratelli Holmes si riconciliano completamente con l'aiuto di un messaggio finale in codice dalla madre, una scitala spartana decodificata usando il manubrio della bicicletta. Con quella risoluzione, Mycroft, ulteriormente colpito dai sofisticati accordi affaristici di Enola e soddisfatto della sua residenza presso il Professional Women's Club, concede a Enola la sua libertà e accetta di finanziare la sua istruzione. Enola a sua volta perdona Mycroft, accetta la sua offerta mentre annuncia che probabilmente continuerà la sua carriera come investigatrice privata. Da parte sua, Sherlock accetta Enola come collega nella sua professione e sottolinea che attende con impazienza i suoi successi futuri.

## Accoglienza
Il primo libro, The Case of the Missing Marquess, e il quinto, The Case of the Cryptic Crinoline, sono stati nominati per gli Edgar Awards come Best Juvenile Mystery nel 2007 e nel 2010, rispettivamente. Karen MacPherson sul Pittsburgh Post-Gazette ha definito Enola "un'eroina molto accattivante". In una recensione per il primo libro, Children's Book and Play Review fece eco alla dichiarazione, definendo Enola "un personaggio brillante e tenero". La recensione ha anche elogiato il romanzo per essere "frenetico e pieno di suspense" così come per la sua integrazione con la cultura vittoriana, ma ha notato che "si chiude un po' frettolosamente". Il Center for Children's Literature del Carthage College ha descritto il secondo libro come un "solido mistero storico" con un "finale soddisfacente e sorprendente" nonostante sia "un po' lento all'inizio".

## Adattamenti in altri media

### Fumetti
La serie è stata adattata in Francia come graphic novel dalla sceneggiatrice e disegnatrice Séréna Blasco e pubblicata da Jungle! nella collezione Miss Jungle. Le prime tre graphic novel sono state pubblicate negli Stati Uniti da IDW.

### Cinema
Il 9 gennaio 2018, fu annunciato che Millie Bobby Brown avrebbe prodotto e interpretato il personaggio del titolo in una serie di film basata sui libri di Enola Holmes. L'8 febbraio 2019, i media riferirono che Harry Bradbeer avrebbe diretto il progetto del film, mentre Jack Thorne avrebbe adattato la sceneggiatura. Helena Bonham Carter interpreta la madre di Enola Holmes, mentre Henry Cavill interpreta Sherlock Holmes. Il 21 aprile 2020, Netflix ha acquisito i diritti di distribuzione del film, al posto di un'uscita nelle sale a causa della pandemia di COVID-19. Il film è uscito il 23 settembre 2020.

## Controversie
Il 23 giugno 2020, i detentori dei diritti di Sir Arthur Conan Doyle hanno intentato una causa in New Mexico contro, tra gli altri, Nancy Springer, Legendary Pictures, PCMA Productions e Netflix, citando la violazione del copyright e del marchio. Ciò riguarderebbe le ultime dieci storie prodotte da Sir Arthur Conan Doyle, che non sono ancora diventate di pubblico dominio, sebbene al momento del deposito della causa quattro lo fossero effettivamente. La causa fa riferimento specificamente al fatto che Holmes diventa più emotivo negli ultimi dieci lavori, presentando un lato più "umano", un tratto che non era noto presentasse nelle opere originali prima della resurrezione del personaggio dopo L'ultima avventura. Secondo la causa, i misteri e gli adattamenti di Enola Holmes violano il marchio e il copyright su questa particolare rappresentazione di Holmes, poiché le storie sono ancora in un momento di transizione tra copyright e dominio pubblico.
A dicembre dello stesso anno è stato trovato un accordo fra le parti.